# Abies concolor
Abies concolor là một loài thực vật hạt trần trong họ Thông. Loài này được (Gordon) Lindl. ex Hildebr. miêu tả khoa học đầu tiên năm 1861.